# Mariano Aristuto
Mariano Aristuto, o Auristuto e Barresi (Caltanissetta, 8 dicembre 1688 – 1769), è stato un poeta, scenografo e geologo italiano.

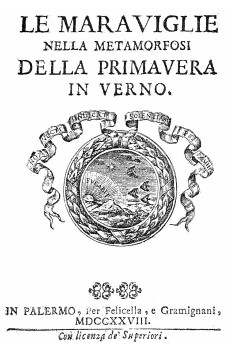
Mariano Auristuto e Barrese.

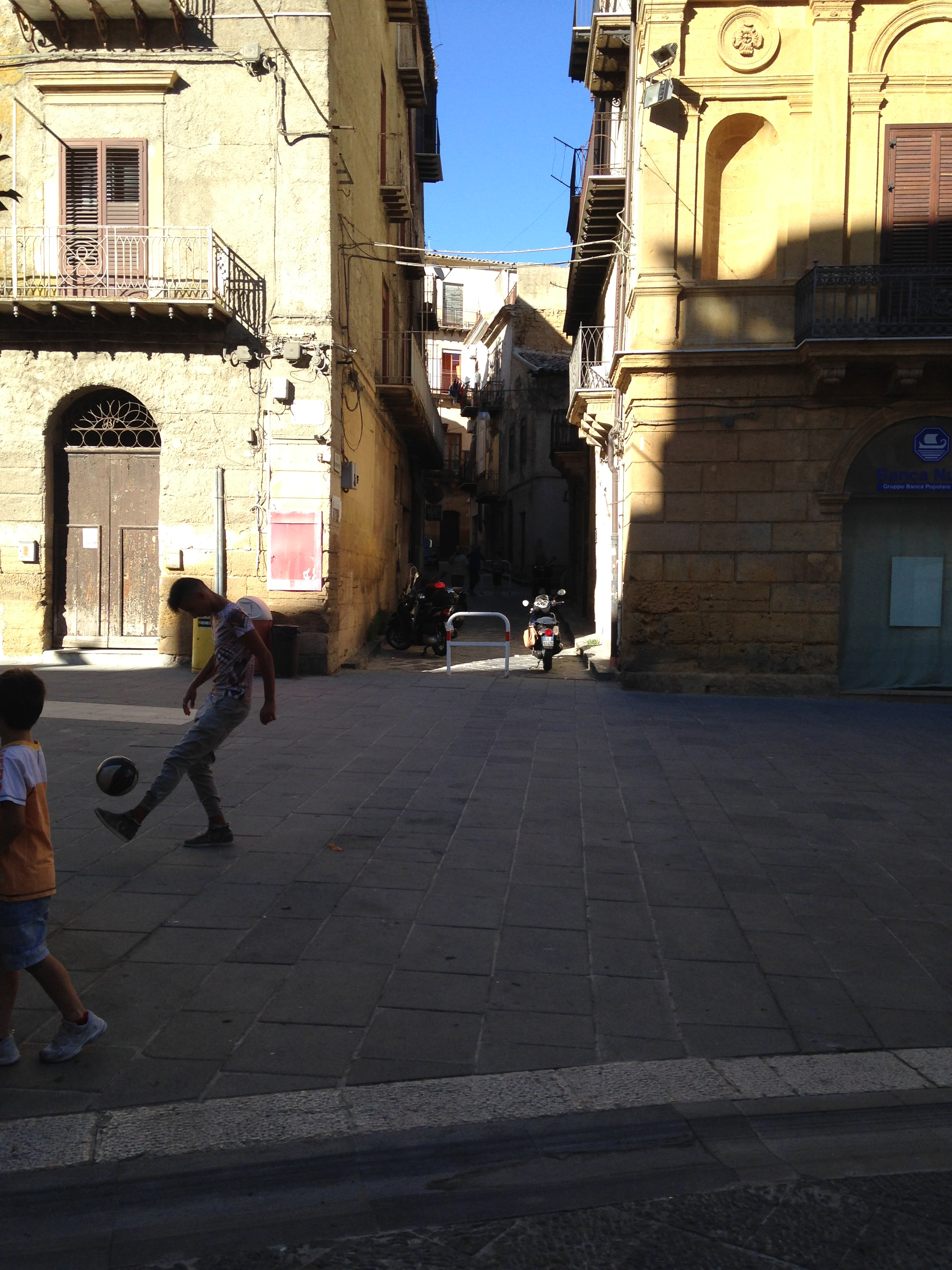
Via Aristuto a CL

Figlio dei nobili Nicolò e Petronilla Barresi fu un grande erudito e profondo conoscitore di testi sacri, fu anche l'autore delle: Le Meraviglie nella Metamorfosi della Primavera in Verno accaduta nel sacro giorno della Morte di Gesù Cristo. edita nel 1728.
Fu uno dei membri dell'Accademia dei Notturni, col nome di Dissonante, accademia cui fecero parte, tra i tanti: Camillo Genovese, Padre Girolamo Maria e tanti altri.
A lui è dedicata una via del centro storico di Caltanissetta nel quartiere dell'Annunciata, perpendicolare al Corso Umberto I all'altezza della omonimo monumento in bronzo.